# Новогрудский, Лев Соломонович
Лев Соломонович Новогрудский (1923—2003) — русский детский писатель, драматург.

## Биография
Сын директора Казэкспорта при СНК Казахской АССР Соломона Самуиловича Новогрудского (1899—1938, расстрелян), уроженца Вильны; племянник писателя Герцеля Самойловича Новогрудского и драматурга Афанасия Ефимовича Милькина (1903—1938), редактора газеты «Кино» (Москва). 
Вырос в Алма-Ате.
Окончил Московский юридический институт (1951). Участник Великой Отечественной войны (комсорг 318-го отдельного зенитного артдивизиона на Карельском, затем на 1-м Белорусском фронте). Член Союза писателей СССР (1970) и Союза писателей Москвы. Похоронен на Ваганьковском кладбище.

## Семья
- Двоюродный брат — писатель Исаак Афанасьевич Милькин (1937—2013); его сын — писатель Афанасий Мамедов.
- Двоюродная сестра — режиссёр-мультипликатор Марианна Герцелевна Новогрудская.

## Сочинения

### Драматургия
- Зеленые братцы: Пьеса-сказка. М., 1965. В соавторстве с Д. К. Орловым
- Волшебный пароль: Опыт современной сказки. М., 1967
- Берегись! Двойка!: Современная сказка-комедия. М., 1967. В соавторстве с Д. К. Орловым
- Сотворение грома: Пьеса. М., 1968. В соавторстве с Д. К. Орловым
- Знамя 10-й бригады: Пьеса. М., 1970. В соавторстве с Д. К. Орловым
- Богатырь кокосовый орех. М., 1972. В соавторстве с Д. К. Орловым
- Оленек: Пьеса. М., 1975
- Тайна трех «НЕ»: Современная сказка-комедия. М., 1975
- Тяжёлые льды: Пьеса. М., 1976. В соавторстве с И. А. Милькиным
- Нежданно-негаданно: Пьеса. М., 1978
- Голос Джельсомино: Пьеса по мотивам сказки Джанни Родари «Джельсомино в Стране лжецов». М., 1979
- Естественная убыль: Пьеса. М., 1982

### Проза
- Закрытие открытия: Рассказы. — М., 1976 ([bookz.ru/authors/lev-novogrudskii.html читать здесь])
- Спасибо за покупку: Повесть. — М., 1981
- Назначение: Роман. — М., 1984

## Награды
- Орден Красной Звезды
- медали
- премия МВД СССР (1983).